# Італійсько-турецький конфлікт (1911)
Конфлікт між Королівством Італія та Османською імперією 1911 року

## Початок конфлікту
Взимку 1911 р. почалося різке загострення у відносинах між Королівством Італія і Османською імперією. У листі від 18 лютого 1911 р. посол у Римі князь Долгорукий повідомляв, що «кожен день треба відмічати погіршення османсько-італійських відносин. Незначні події, нагромаджуючись, сприяють взаємному роздратуванню і постійно розпалюють його. Зверхнє ставлення молодотурків особливо обурює італійську громадську думку і пресу. Неодноразово доводиться вислуховувати зауваження про те, що Порте ставиться до Італії як до якоїсь південноамериканської республіки» (1).
У результаті подібних настроїв в урядових колах Королівства Італія взимку 1911 р. виникла думка про висадження італійських військ у Триполі. Але на скликаній з цього приводу раді міністрів рішення було відкладене через заперечення голови ради міністрів Луццаті і міністра закордонних справ Сан-Джуліано, хоча вже попередньо військовим міністром було видано наказ посадити на судна в Генуї війська. Треба відзначити, що велика роль у скасуванні цього рішення також належала послу Німецької імперії, який зумів переконати Королівство Італія в небезпечності передчасного рішення Триполітанського питання. Занепокоєна Османська імперія веліла своєму посланцю у Берліні негайно з’ясувати, «чи існує у договорі, що укладений урядами Троїстого союзу, такий пункт, за яким забороняється одній із трьох сторін, що домовляються, вживати агресивних заходів проти провінції якої-небудь держави» (2). Міністр закордонних справ Німеччини повідомив, що такого пункту у договорі не існує, але запевнив османського посла, що «Італія не зробить нічого, поки буде збережена у Середземному морі існуюча рівновага» (3).
Певну роль у загостренні відносин з Османською імперією італійський уряд приписував і постійній ворожості до них з боку губернатора Триполі Ібрагім-паші. Військовий — молодотурок, що посів місце губернатора з публічно висловленим наміром протистояти всім італійським намаганням мирного проникнення, — навмисне бойкотував італійський капітал «Банко ді Рома» у Триполі. Зробивши все для неможливості купівлі італійських земель у Лівії, він охоче підтримував американців у справі розкопок сірчаних рудників. Газети стверджували, що він дуже возвеличився, заявляючи, що Османська імперія з тією підтримкою, яку вона має у Європі, може «зневажати Італію» (4).

## Головні причини конфлікту
Головними причинами для занепокоєння та невдоволення, що проявлялися Королівством Італія і розбурхали пресу, послужили поступка османським урядом американській компанії права проводити розкопки в Киренаїці і поширені політики про залучення іноземців до експлуатації сірчаних рудників, яких там було занадто багато. Через конкуренцію з сіцілійськими сірчаними рудниками це питання мало важливе економічне значення для Королівства Італія, яка активно добивалася для себе виключної концесії у цьому питанні. Також тривогу викликало і бажання Османської імперії створити сучасний флот із сучасних броненосців (5).
Злиття «Банко ді Рома» з банком «Сочієта Коммерчіалє д'Орієнте», який контролював італійську торгівлю з Османською імперією і її окраїнами, яке відбулося у березні 1911 р., також призвело до розширення діяльності цих банків у Албанії і Триполітанії (6). Найбільший «Банко ді Рома» неодноразово виступав з вимогами охороняти його інтереси від свавілля османської влади. З цього приводу представник Російської імперії у Ватикані князь Волконський писав, що «значимість ролі цього банку у нинішньому конфлікті настільки очевидна, що навіть переоцінюється у тутешній громадській думці, яка твердить, ніби війна викликана саме діяльністю керівників „Банко ді Рома“ (7). Ватикан, що був вкладником цього банку, також негласно підтримував ідею італійського захоплення Триполітанії.
Друга марокканська криза, яка вибухнула весною 1911 р. через інцидент в Агадірі, загострила суперництво Французької республіки і Німецької імперії у регіоні Північної Африки, привернула ще більшу увагу італійського уряду до проблеми Лівії. Тут були і побоювання, що „Франція, захопивши Марокко, може втратити інтерес до реалізації франко-італійських угод 1900–1902 рр., які стосувалися Триполітанії і Киренаїки, і острах посилення позиції Франції у Північній Африці та західному регіоні Середземномор'я, і прагнення використати сприятливий момент, коли всі великі держави погрузли в марокканських справах і були особливо зацікавлені у доброзичливому ставленні Італії“ (8).
Паралельно з напруженою дипломатичною роботою, яку активно розгорнув італійський уряд у всіх правлячих кабінетах Європи з метою заручитися їх підтримкою на випадок захоплення Триполітанії і Киренаїки, італійська преса зі свого боку також проводила войовничу кампанію, готуючи громадську думку до можливих подій на півночі Африки.
Італійці активно продовжували свої приготування для захоплення Триполітанії і Киренаїки. У вересні 1911 р. місцеві італійські установи вже отримали інструкції стосовно своїх дій в разі початку воєнних дій. Розгорнута широка кампанія у італійській пресі зробила лівійське питання майже вирішеним. Очікувальний настрій італійського уряду пояснювався ще й тим, що надзвичайно важливим фактором у ситуації, що склалася, було з'ясування розмірів тієї можливої підтримки, яку б Німецька імперія визнала потрібною надати Османській імперії, незважаючи на свої союзницькі відносини з Королівством Італія.
Офіційно „Трибуна“, спростовуючи газетне повідомлення з Константинополя, ніби Королівство Італія претендує на виключно економічне панування в Триполітанії, заявила, що „італійський уряд вимагає лише справедливого ставлення до італійських інтересів. Італія ніколи не допустить, щоб італійські піддані й економічні інтереси Італії були в порівнянні з іншими поставлені в Триполі в менш сприятливі умови“ (9).
У самій Османській імперії при обговоренні на раді міністрів питання про можливу оборону Триполі з'ясувалося, що там знаходилося всього 3000 солдатів. Негайно було вирішено послати туди транспорт патронів і снарядів, а також призначити нового командувача військами. Як і раніше, напруженою в країні залишалася і ситуація з фінансами.
Незважаючи на небезпечну перспективу в Триполітанії, військовий міністр Махмуд Шевкет-паша після тривалих дебатів з міністром фінансів Джавід-беєм погодився переглянути кошторис військового міністерства і зменшити витрати на 1 млн фунтів (10). 23 вересня з Османської імперії в Триполі був відправлений новий транспорт артилерії, снарядів, рушниць і патронів, які передбачалося роздати населенню.

## Розгортання конфлікту
Італія провела масштабні воєнні маневри, які продемонстрували повну готовність її збройних сил до бойових операцій. 17 вересня в Ракконіджі пройшла секретна зустріч короля Італії Віктора Еммануїла з прем'єром Джолітті, в ході якої вдалося отримати згоду на оголошення війни Османській імперії і на всі необхідні для цього підготовчі заходи (11). 20 вересня у бойову готовність були приведені берегові укріплення південних портів Бріндізі, Таранто, Мессіни і всього особового складу флоту. 23 вересня було оголошено про мобілізацію резервістів 1888 р. і частково 1889 р. народження — всього близько 80 тис. чоловік. До берегів Триполітанії була направлена італійська ескадра, яка ще до пред'явлення ультиматуму почала патрулювати узбережжя, загострюючи і без того напружену ситуацію (12). Провокуючи конфлікт, 23 вересня уряд Королівства Італія направив Османській імперії ноту, в якій він висловлював побоювання за безпеку своїх громадян в Триполі, вимагаючи відмінити перекинення зброї у північноафриканські землі. Нота була повною несподіванкою для османського уряду. Через день, 25 вересня, у зв'язку з прибуттям туди османського транспорту зі зброєю „Дерна“ італійський уряд знову направив нову ноту протесту. У відповідь Османська імперія поспішила запевнити Королівство Італія, що італійцям у Триполі небезпека не загрожує. Італійські заяви активно обговорювалися усією європейською пресою. Відгуки французьких газет були в основному співчутливі діям Королівства Італія. Одні з них висловлювали свої симпатії до Королівства Італія, інші обіцяли повний нейтралітет з боку паризького кабінету. Такий настрій французької громадської думки пояснювався результатами франко-італійського зближення і деяким незадоволенням політикою молодотурок, а також припущеннями можливого послаблення Троїстого союзу та бажанням розширення латинського впливу на Середземному узбережжі Африки (13). Німецька імперія більш прохолодно поставилася до заяв Королівства Італія. У німецькій „Kolnische Zeitung“ повідомляли, що тут сподіваються, що при обговоренні Триполійського питання італійським урядом холодна розсудливість візьме верх над прагненнями пристрасних політиків. Захоплення Триполі може привести в рух усе східне питання з різноманітними несподіваними наслідками. Всі країни, не виключаючи Італії, зацікавлені в тому, щоб спокій Європи не був порушений. Зрозуміло, що Італія, в силу свого географічного положення, має особливі інтереси в Триполі і не могла б залишитися байдужою, якби інша держава там укріпилася. Туреччина проявила б мудру політику, якби вона пішла назустріч італійцям в їх бажанні взяти участь у культурному розвитку Триполі» (14). Тим часом італійські газети продовжували нагнітати тривожну обстановку.
Не чекаючи відповіді на свої попередні ноти, італійський уряд пред'явив Порті 24-годинний ультиматум, який за своїм змістом став найцинічнішим документом за весь минулий період італійської історії. Ультиматум, відправлений міністром закордонних справ у ніч з 26 на 27 вересня, проголошував: «Протягом довгої низки років італійський уряд не припиняв направляти Порті подання, що вказували на абсолютну необхідність покласти край безладдю та нехтуванню, в яких Туреччина залишала Триполі та Киренаїку, щоб ці області, так само, як і інші частини Північної Африки, стали причетними до благ прогресу. Така зміна, основана на загальних вимогах цивілізації, являє для Італії життєвий інтерес першорядної ваги, зважаючи на невелику відстань, яка відділяє ці області від італійських берегів. Попри те, що італійський уряд завжди дуже лояльно надавав імператорському уряду свою підтримку у різноманітних політичних питаннях, які виникали останнім часом, незважаючи на помірність і терпіння, докази яких італійський уряд давав дотепер, його наміри стосовно Триполі не тільки помилково тлумачились імператорським урядом, але, більш того, будь-яке італійське підприємство у вказаних вище областях постійно зустрічало систематичну, вкрай уперту і нічим не виправдану опозицію. Імператорський уряд, який досі постійно виказує вороже ставлення до будь-якої законної діяльності Італії в Триполі і Киренаїці, заявив в цю останню хвилину королівському уряду про свою готовність зробити йому будь-які економічні поступки, згодні з існуючими трактатами і допустимі гідністю та вищими інтересами Туреччини. Однак королівський уряд в цей час не вважає більш можливим вступати в переговори, марність яких доведена у минулому і які далеко не можуть стати гарантією для майбутнього і служили б лише постійним приводом до сутичок і конфліктів. З іншого боку, відомості, отримані від італійських консульських представників у Триполі і Киренаїці, свідчать, що існуюче там становище дуже серйозне внаслідок агітації, спрямованої проти італійських підданих і демонстративно викликаної офіцерами та іншими посадовими особами. Ця агітація є неминучою небезпекою не тільки для італійських, але і взагалі для іноземців усіх національностей, які, стурбовані і стривожені за свою безпеку, почали сідати на судна і не гаючи часу покидати Триполі. Прибуття у Триполі оттоманських військових транспортів, на серйозні наслідки посилання яких королівський уряд у свій час звернув увагу оттоманського уряду, може лише ускладнити становище і накладає на королівський уряд серйозне і безумовне зобов'язання попередити внаслідок цього небезпеку. Виходячи з цього, італійський уряд, визнаючи себе віднині змушеним подбати про охорону своєї гідності і своїх інтересів, вирішив розпочати воєнну окупацію Триполі і Киренаїки. Це рішення — єдине, на якому Італія може зупинитися. В подальшому між урядами могли б бути укладені угоди з метою остаточного врегулювання становища, яке буде викликано цим рішенням. Королівському посольству у Константинополі віддано розпорядження просити остаточної відповіді оттоманського уряду з цього питання протягом 24 годин з моменту вручення Порті цієї ноти; в іншому випадку італійський уряд визнає себе змушеним розпочати невідкладне здійснення заходів, що мають на меті забезпечити окупацію» (15).
Ультиматум був вручений великому візиру о 3 годині дня на початку звичайного прийому послів. Отримавши ноту, візир зразу ж припинив прийом і, не зустрівшись ні з ким із інших дипломатів, поїхав до султанського палацу, де продовжувалось засідання міністрів разом з президентами сенату і палати. Рада міністрів, обговоривши ультиматум і виробивши на нього відповідь, вирішила за згодою з партією «Єднання і прогрес» залишитися при владі до кінця кризи. Але коли всього через кільки годин Порті було вручено оголошення війни, кабінет подав у відставку і на місце Хаккі-паші сьомий раз був призначений великим візиром Саїд-паша (16).
Екстрено скликаний 1 жовтня османський парламент, разом з членами молодотурецького комітету, що приїхали на нього після конгресу в Салоніках, після бурхливих дебатів зажадав притягнення до судової відповідальності членів уряду за бездіяльність і залишення Триполійської провінції з недостатніми оборонними засобами (17).
Дії італійського уряду стали повною несподіванкою для Османської імперії. Громадська думка, як і правлячий кабінет, перебувала у розпачі. Єдине, на що вони могли розраховувати у ситуації, що склалася, була допомога з боку європейських держав. Частина газет прохала допомоги у Німеччини, стримавши Італію, довести Османській імперії свою дружбу. Офіційний «Танін» закликав до боротьби з Королівством Італія, загрожуючи італійцям втратою усіх пільг і репресіями; газета «Сабах» запевняла, що Австро-Угорська імперія посилила прикордонні з Королівством Італія війська. В мечетях проголошувались заспокійливі проповіді.
Посол Російської імперії у Відні Крупенський з приводу вручення Королівством Італія Османській імперії ультиматуму повідомляв, що міністр закордонних справ Австро-Угорської імперії Еренталь «дивиться на стан справ дуже песимістично, але збирається до останньої хвилини радити далі у Константинополі поступливість, а в Римі помірність», і просить передати в Санкт-Петербург, що «на його думку, якщо не вдасться запобігти розриву між Італією і Туреччиною, головним завданням держав повинна бути локалізація сутички» (18).
Королівство Італія офіційно повідомило: оскільки османський уряд не прийняв вимог італійського ультиматуму, то Королівство Італія і Османська імперія з 14.30 29 вересня знаходяться у стані воюючих держав. Також було негайно повідомлено про блокаду Триполі і Киренаїки. Римська преса, обговорюючи ноту уряду у найспівчутливішому тоні, заявила, що Королівство Італія не бажала воєнної окупації, але події примусили її до цього. Сподіваючись на те, що якщо османський уряд зможе правильніше дивитися на речі, ніж раніше, то вирішення питання про Триполі може послужити не ослабленню Османської імперії, а її зміцненню.
В разі італійсько-османського зіткнення італійський уряд обіцяв надати османам будь-який захист у тому, звичайно, випадку, якщо їх поведінка буде узгоджена із законом і з вимогами ситуації. Агентство Стефані переконувало, що італійським урядом будуть вжиті всі необхідні заходи для охорони в Триполітанії і Киренаїці як італійців, так і підданих інших держав.
В Італії у всіх містах призвані взяти зброю запасні 1888 і 1889 рр. були зустрінуті захопленими оваціями; намагання соціалістів у Римі, Мілані, Комо, Варезі та інших містах оголосити загальний страйк на знак протесту проти вступу Королівства Італія до Триполітанії і Киренаїки зазнали невдачі через одностайну протидію цьому всієї громадської думки країни.
Однією з особливостей перших днів італійсько-турецької війни був той факт, що спочатку ні Королівство Італія, ні Османська імперія не збиралися зволікати з вирішенням воєнного конфлікту. Торкаючись ставлення османів до цих подій, російський військовий агент генерал Хольмсен відмічав, що паніка та розгубленість після отримання ноти, ультиматуму і проголошення війни змінилися зовсім іншими почуттями — «треба дивуватися з повному в країні спокою, щоб не сказати байдужості, до всього питання. Преса і уряд говорять про нього найспокійнішими висловами. Всі розуміють, що нічого не можна зробити і що треба думати тільки про те, як би швидше закрити питання з честю для Туреччини. Звичайно, деякі газети намагаються винайти способи для залякування італійців затяжним веденням економічної війни проти Італії, але таких спроб мало і мета їх очевидна. Вся Туреччина буде вдячна тому урядові, який візьметься за невдячне завдання — укладення миру» (19).
Німеччина, яка потрапила у несприятливе становище через те, що за її згодою друга після Австро-Угорської імперії союзниця вирішила відірвати ще одну провінцію від Османської імперії, поспішила запропонувати свої послуги османському кабінету у справі посередництва в переговорах з Королівством Італія, обійшовши в цьому російський уряд.
Що стосується політичної позиції Королівства Італія у початковий період її конфлікту з Османською імперією, то треба сказати, що одним з головних успіхів її політики було прагнення заручитися згодою на свої дії інших європейських держав. Вміло лавіруючи між протилежними за своїми інтересами зовнішньополітичними угрупуваннями Троїстого союзу і Троїстої згоди, Королівство Італія зуміло використати протиріччя між ними на свою користь. Вхід Королівства Італія в союз з Німецькою імперією і Австро-Угорською імперією був викликаний її незадоволенням діями Французької республіки, яка захопила Туніс у 1881 р.; уже через рік Королівство Італія увійшла в Троїстий союз, сподіваючись таким чином досягти виконання своїх колоніальних планів. У подальшому, намагаючись пом'якшити вкрай вороже до себе ставлення Королівства Італії, Французької республіки за угодою 1902 р. зобов'язалася у разі порушення рівноваги у Середземному морі не перешкоджати прагненням Королівства Італія в Триполітанії і Киренаїці.
Велика Британія також раніше зверталася до Королівства Італія, спонукаючи її до спільних дій у Середземному морі, і хоча вона й побоювалася можливості «мусульманського вибуху» на своїх територіях у Єгипті і Судані, все-таки підтримувала Італію у її прагненнях, заявивши турецькому послу у Лондоні, що «британський уряд не має ніяких підстав для втручання у цю справу».
Країнам-союзницям Німецькій імперії та Австро-Угорській імперії в умовах Марокканського питання, що знову виникло, коли Берлін вимовляв собі компенсації, було важко виступати проти вимог Королівства Італія в Триполітанії і Киренаїці. Цікаво, що саме ці країни протягом усієї італійсько-турецької війни завдавали Риму найбільшої кількості проблем.

## Висновок
Аналізуючи період часу, що передував італійсько-османсько-лівійській кризі 1911–1912 рр., необхідно відзначити, що Королівство Італія традиційно розглядало землі Триполітанії та Киренаїки як природну сферу своїх інтересів: вкладало капітал, розвивало торгівлю. Промисловий і економічний ріст країни на початку XX століття започаткував і швидко зростаючий інтерес італійського уряду до сусідньої середземноморської території — Лівії. Османська імперія, навпаки, з кожним роком втрачала свій колишній вплив і, переживаючи фінансові та політичні кризи, все менше цікавилася життям своєї далекої північно-африканської провінції. Готуючи ґрунт для запланованого загарбання Триполітанії і Киренаїки, Королівство Італія практикувало підкуп і шантаж османських чиновників та шейхів лівійських племен, скуповувала за безцінь землі у місцевого населення, загравала з лідерами сенуситського ордену. Водночас з цим, безперервно провокуючи цілу мережу конфліктів і непорозумінь з османською владою, італійський уряд провів реформи в армії, приділивши особливо пильну увагу розвитку свого військово-морського флоту. На момент розв'язання війни Королівство Італія, крім дипломатичної підтримки провідних європейських держав, мала незаперечну перевагу й у військовому відношенні. Османська імперія не могла дати належного опору її колоніальним планам, але несподівано для обох учасниць воєнного конфлікту виникла третя сторона, яка порушила всі плани, — нею стала сама Лівія.
Незважаючи на істотну військову перевагу Королівства Італія місцеве населення, організоване орденом (Сенуситів), зуміло довгий час протистояти інтервенції. Італійські військові загони так і не спромоглися повністю підкорити і вгамувати народний опір.